# Kylliäisjärvi
Kylliäisjärvi är en sjö i kommunen Itis i landskapet Kymmenedalen i Finland. Sjön ligger 83,1 meter över havet. Arean är 47 hektar och strandlinjen är 3,84 kilometer lång. Sjön  ingår i Kymmene älvs huvudavrinningsområde.   Den ligger omkring 71 km nordväst om Kotka och omkring 120 km nordöst om Helsingfors. 